# Garde républicaine (Gabon)
Pour les articles homonymes, voir Garde républicaine.
La Garde républicaine (GR) est, au Gabon, une unité militaire d'élite chargée de la protection du président de la République. Autrefois appelée Garde républicaine de sécurité (1964-1970), puis Garde présidentielle (1970-1996), elle est créée en 1964 avec l'aide de la France après le coup d'État contre le président Léon Mba. Souvent considérée comme une « armée à part entière » surpassant les capacités de l'armée régulière, elle compte entre 2 500 et 3 000 membres, et a accès à du matériel de pointe, notamment à du matériel français.
Dirigée par des militaires français à ses débuts, seuls les membres directs de la famille Bongo sont par la suite autorisés à assurer son commandement jusqu'en 2019. Sous les présidences d'Omar et Ali Bongo, cette Garde est régulièrement accusée de violences, voire d'assassinats, envers des opposants politiques. Elle est également utilisée pour réprimer les contestations de la population gabonaise.
Impliquée dans une tentative de coup d'État en 2019, sa participation au putsch d'août 2023 permet à son commandant Brice Oligui Nguema (arrivé à sa tête en 2020) de renverser Ali Bongo et de devenir président de la transition.

## Histoire

### Création

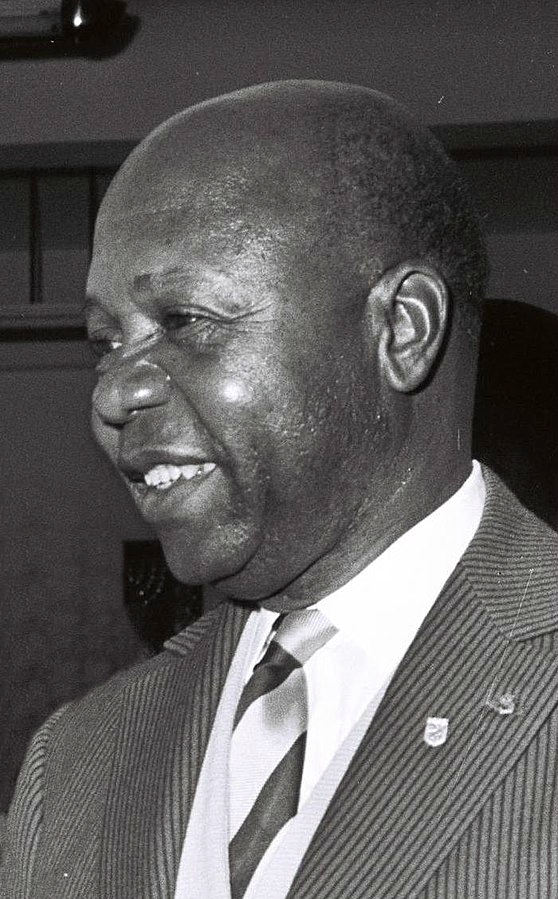
Le président Léon Mba (1962), pour lequel la garde a été créée.

En 1964, des militaires gabonais organisent un coup d'État contre le président Léon Mba. Se fait alors sentir le besoin de protéger le président de la République de manière pérenne grâce à un corps d'élite.
Peu après le putsch, ce sont les Français Jacques Foccart, « conseiller Afrique » du général de Gaulle, Guy Ponsaillé, ancien administrateur colonial devenu conseiller du président gabonais, et Maurice Robert du SDECE, qui sollicitent Robert Maloubier, ancien militaire et spécialiste français du renseignement, pour participer à la création de cette unité,. Cette dernière voit le jour le 24 juillet 1964 sous le nom de « Garde républicaine de sécurité ».
Durant les premières années, ce sont des mercenaires français qui dirigent cette Garde. Les premiers cadres sont constitués de réservistes du 11e régiment parachutiste de choc (« 11e choc »), anciens élèves de Robert Maloubier. Quand ce dernier part en 1966, il désigne Yves Le Braz, ancien officier colonial, pour le remplacer à la tête de la Garde.

### Présidence d'Omar Bongo

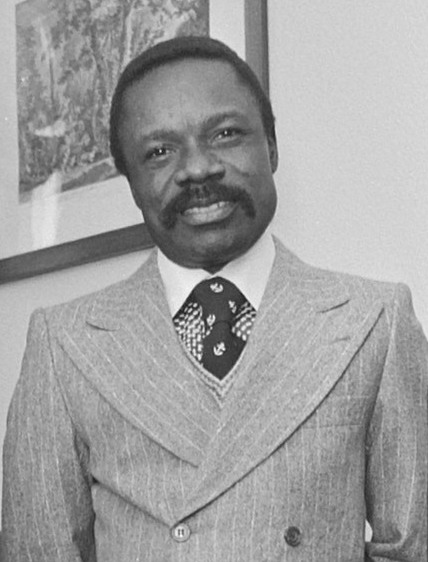
Le président Omar Bongo en 1973

À l'arrivée d'Omar Bongo au pouvoir en 1967, le commandement est assuré par le colonel français Louis « Loulou » Martin, ancien de la Légion étrangère ayant participé au putsch d'Alger. Le mercenaire français Bob Denard est également recruté.
Omar Bongo renforce son contrôle sur le commandement de la Garde et modifie sa composition, recrutant surtout des membres de son propre groupe ethnique, les Tekes, ou issus de sa région d'origine, le Haut-Ogooué. Par la suite, seuls des membres directs de la famille Bongo sont autorisés à commander ce groupement d'élite,.
Tout au long des années 1970, les mercenaires français jouent un rôle prépondérant au sein de cette Garde, dans laquelle ils accèdent facilement à des grades d'officiers supérieurs. De nombreux vétérans des guerres coloniales françaises, et en particulier de la guerre d'Algérie, se recyclent au sein de cette unité, accédant à un statut social et à un train de vie qu'ils n'auraient pas pu avoir en France. Tout en renforçant le pouvoir d'Omar Bongo, ils servent d'intermédiaires entre le Gabon et la République française, faisant ainsi du Gabon « un laboratoire de la Françafrique ».
Le nom de la Garde est changé le 4 juin 1970, lorsqu'elle devient la « Garde présidentielle ».
Sous la présidence d'Omar Bongo, cette Garde est accusée de plusieurs assassinats envers des opposants politiques ou des personnes dérangeants le pouvoir en place, notamment à l'étranger comme dans le cas de Germain Mba, dont Bob Denard est soupçonné être le meurtrier.
Elle sert également à réprimer les contestations de la population, comme en 1990 lors des émeutes provoquées par l'assassinat de Joseph Rendjambe Issani, où elle fait une descente musclée au domicile d'Augustin Boumah, président de l'Assemblée nationale. La Garde est également active lors des protestations post-électorales de 1993 et 1994, ainsi que 1998 et 2005.
C'est en mars 1996 qu'elle change de nom pour devenir la « Garde républicaine »,.

### Présidence d'Ali Bongo et coups d'État

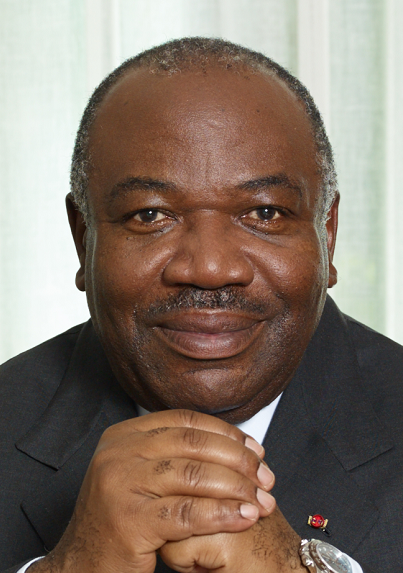
Le président Ali Bongo en 2016

En 2009, après la mort d'Omar Bongo et l'arrivée de son fils, Ali Bongo, au pouvoir, la Garde républicaine est chargée de missions autres que la protection du président, comme la gestion du trafic dans la capitale Libreville, notamment pour assurer le transport sans heurt des personnalités officielles. Elle est également chargée de la protection d'autres personnalités de l'État ainsi que des sites gouvernementaux.
À la suite des protestations post-électorales de 2016, durant lesquelles une partie de la population conteste la réélection d'Ali Bongo, la Garde est accusée d'avoir pris d'assaut le quartier général de l'opposant Jean Ping et d'être ainsi responsable de plusieurs dizaines de morts.
Dans la nuit du 6 au 7 janvier 2019, des membres de la Garde républicaine sont impliqués dans une tentative de coup d'État. 
En 2020, Brice Oligui Nguema est placé à la tête de la Garde : c'est la première fois qu'une personne non-membre direct de la famille Bongo (il n'est qu'un cousin éloigné d'Ali Bongo) est nommée à ce poste. Il y remplace Grégoire Kouna, cousin d'Ali Bongo. En août 2023, un nouveau putsch est organisé par des membres de la Garde, provoquant la chute d'Ali Bongo et la proclamation de Brice Oligui Nguema au poste de président de la transition.

### Présidence Oligui Nguema

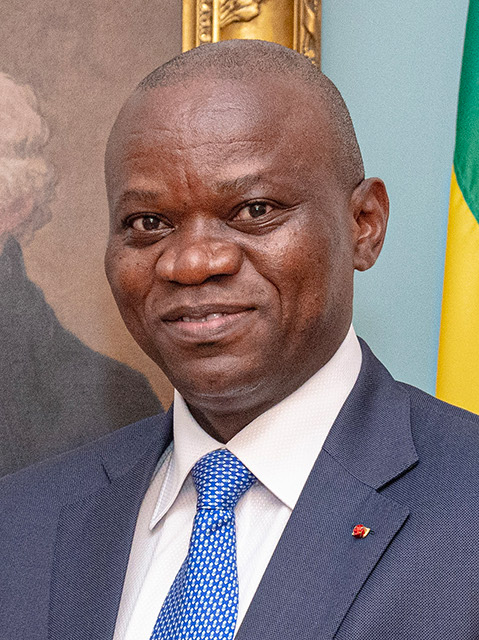
Brice Oligui Nguema en 2024.

Après le putsch du 30 août 2023, le président de la transition Brice Oligui Nguema reste à la tête de la Garde républicaine. Le colonel Aimé-Vivian Oyini en est nommé le chef d’état-major par le Conseil des ministres le 12 septembre, et le colonel Antoine Balekidra est nommé commandant par intérim le 18 septembre,. 

## Membres
En 2019, les forces de la Garde républicaine étaient estimées à 3 000 membres. En 2023, le site GlobalSecurity.org estime son effectif à 2 500 membres.
La plupart des membres de la Garde sont issus du Haut-Ogooué, région d'origine de la famille Bongo, ce qui a provoqué dans le passé plusieurs accusations de « discriminations géographique et ethnique » envers Omar et Ali Bongo.
Depuis sa création, la Garde compte également dans ses rangs des militaires français, le plus souvent affectés à la formation, à la gestion des armes ou aux directions financières et administratives.

## Financement et matériel
Le budget de la Garde républicaine représente une part importante du budget global de la Défense du pays, bien qu'elle ne dépende pas directement du Ministère gabonais de la Défense. Ainsi, en 2023, plus de 20 % du budget de la défense lui ont été consacrés, représentant environ 33 milliards de francs CFA. En 2024, grâce à une nouvelle loi finance, son budget passe à 36 milliards de F CFA.
Unité d'élite, la Garde républicaine est réputée avoir du matériel de pointe, surpassant celui de l'armée régulière. Ses membres sont ainsi « mieux équipés, mieux rémunérés et même mieux nourris » que le reste de l'armée. Elle a accès à du matériel français, notamment des blindés Nexter Aravis. Elle possède également « un régiment de parachutistes, une escadrille aérienne [et] une brigade nautique » selon le site Mondafrique.

## Bases
Le quartier général de la Garde républicaine est situé à Libreville, juste à côté du Palais présidentiel.
Elle possède également des bases à Cap Estérias, ainsi que dans le Haut-Ogooué (Franceville et Lékoni), région d'origine de la famille Bongo.
Une nouvelle base située à Oyem (Woleu-Ntem), dont la construction avait été initiée dans les années 2010 par Ali Bongo, est finalisée sous la présidence de Brice Oligui Nguema.

## Emblème
L'emblème de la Garde républicaine met en scène un lion, rugissant et prêt à bondir.